# فالره
فالره Waalre  بلدية وبلدة بمقاطعة شمال برابنت، جنوبي هولندا.

## طوبوغرافيا
خريطة طوبوغرافية هولندية لبلدية فالره، ديسمبر 2015، (تقرأ بعد ثلاث نقرات على الخريطة).

## أعلام
- غيليس هولست